# Kanton Lorgues
Kanton Lorgues (fr. Canton de Lorgues) je francouzský kanton v departementu Var v regionu Provence-Alpes-Côte d'Azur. Tvoří ho čtyři obce.

## Obce kantonu
- Les Arcs
- Le Thoronet
- Lorgues
- Taradeau